# يوزيف هاجدو
يوزيف هاجدو (بالمجرية: Hajdú József)‏ هو ممثل مجري، ولد في 30 سبتمبر 1884 في دبرتسن في المجر، وتوفي في 24 يونيو 1932 في بودابست في المجر.

## وصلات خارجية
- يوزيف هاجدو على موقع IMDb (الإنجليزية)